# Ctidružice
Obec Ctidružice (německy Schidrowitz) se nachází v okrese Znojmo v Jihomoravském kraji. Žije zde 278 obyvatel.
Sousedními obcemi sídla jsou Štítary, Blížkovice, Zálesí, Grešlové Mýto a Pavlice.

## Název
Na vesnici bylo přeneseno původní pojmenování jejích obyvatel, které znělo Čadružici (v písemné podobě Czadrusicz doloženo z roku 1365) a bylo odvozeno od osobního jména Čadruh. Význam místního jména byl "Čadruhovi lidé". Po provedení pravidelné hláskové změny a > i po měkkých souhláskách vznikla podoba Čidružice, která se používala až do začátku 20. století. Do němčiny bylo jméno upraveno jako Schidrowitz, jehož vlivem se v češtině občas použil tvar Šidružice. Koncem 19. století začala být podoba Čidružice považována za nářeční nebo zkomolená a byla snaha ji upravit do domněle spisovného tvaru. Nejprve se tedy objevilo Mstidružice, v roce 1924 pak byla zavedena úřední podoba Ctidružice (jako by jméno vesnice bylo odvozeno od staročeského osobního jména Ctidruh), v místní lidové mluvě nicméně i nadále přetrval tvar Čidružice.

## Historie
První písemná zmínka o obci pochází z roku 1360.

## Pamětihodnosti
- Kaple svatého Jana Nepomuckého ve vsi z první poloviny 19. století
- Boží muka z 18. století u silnice do Blížkovic

## Osobnosti
- Miloš Dokulil (1912–2002), jazykovědec